# Johann Friedrich Ziesenis
Johann Friedrich Blasius Ziesenis (getauft 10. August 1715 in Hannover; † 16. September 1787 ebenda) war ein deutscher Holz- und Steinbildhauer. Er entstammt einer bedeutenden Kunsthandwerker- und Künstlerfamilie des 17. und 18. Jahrhunderts, deren Werke dem Hannoverschen Rokoko zugerechnet werden.

## Familie
Johann Friedrich Blasius war der Sohn des hannoverschen Bildhauers Johann Heinrich Ludwig Ziesenis (* 10. November 1686 in Hannover; † 7. Juli 1765 ebenda). Er war Vetter des Malers Johann Georg Ziesenis d. J. und über diesen verwandt mit dessen Tochter Maria Elisabeth Ziesenis. Ein Vorfahre war darüber hinaus der hannoversche Bildhauer Johann Conrad Ziesenis.

## Leben

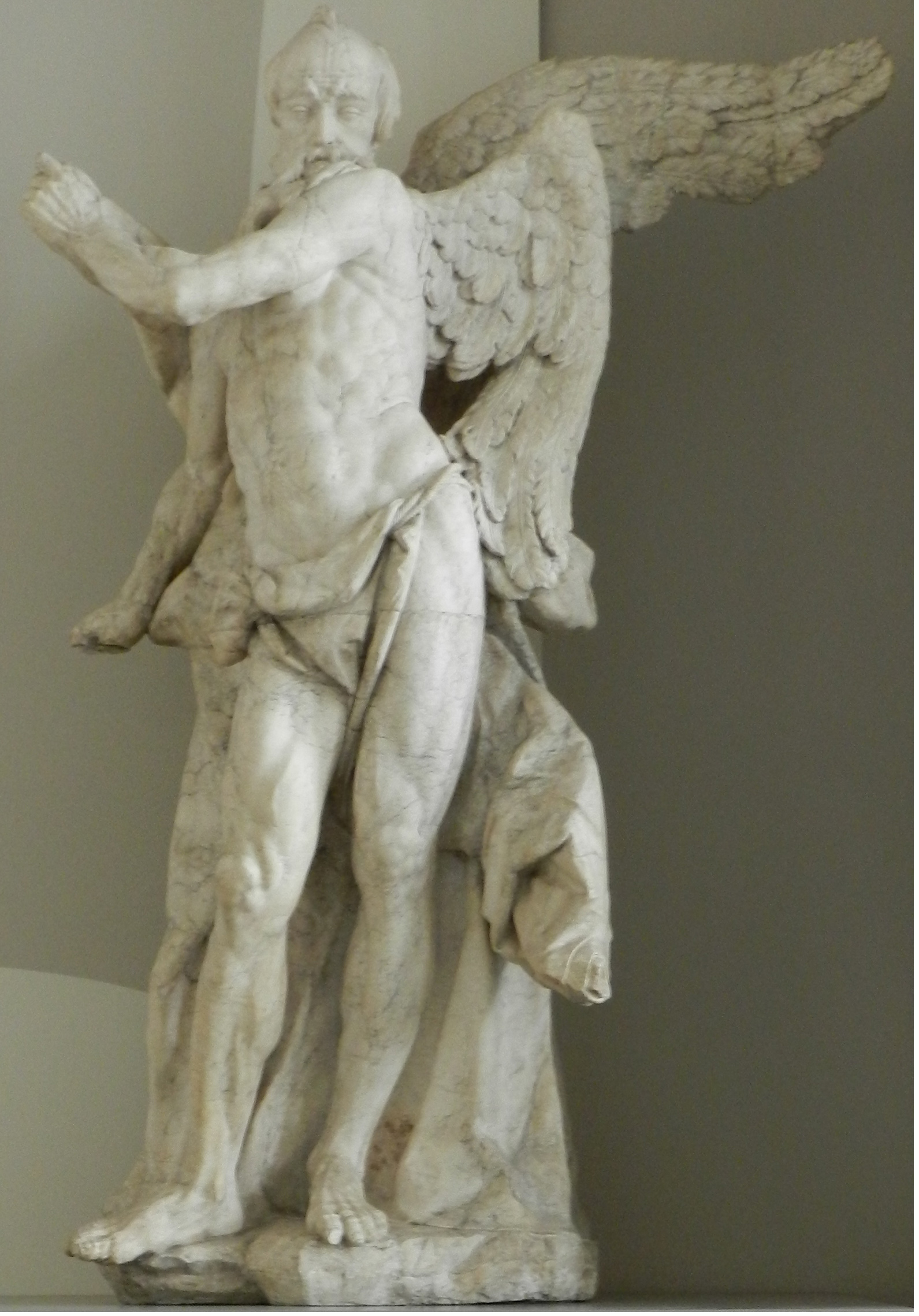
Chronos ist in der griechischen Mythologie eine Personifikation der Zeit, seit dem 14. Jahrhundert gilt er auch als Figur des Todes – dargestellt mit Sense und Stundenglas.
Ursprünglich stand das Epitaph in der Marktkirche Hannover, heute im Niedersächsischen Landesmuseum Hannover. Chronos als Symbol des Todes oder der Vergänglichkeit wird von drei Putten begleitet, die Vergangenheit, Gegenwart und Zukunft verkörpern.

Johann Friedrich Blasius Ziesenis erhielt seine Bildhauer-Ausbildung vermutlich erst bei seinem Vater Johann Heinrich Ludwig Ziesenis (1686–1765) in Hannover. Man nimmt an, dass er danach in der Werkstatt des Hildesheimer Bildhauers Ernst Dietrich Bartels tätig war. Sein dritter – und gleichzeitig wichtigster – Lehrer war sicherlich der Mannheimer Bildhauer Paul Egell, der 1731 seinen Altar der ‚Unbefleckten Empfängnis‘ im Hildesheimer Dom aufstellte. Durch seine Arbeit in der Werkstatt von Bartels hatte er sicher Gelegenheit, die Arbeiten von Egell im Dom zu sehen. So ist anzunehmen, dass er dort mit ihm zusammentraf und weiter bei ihm lernen konnte. Auf Grund stilistischer Eigenheiten kann man davon ausgehen, dass er mit Egell nach Mannheim ging und sich dort weiter ausbildete. Leider liegen darüber aber keine schriftlichen Quellen vor.
1743 schuf Ziesenis für den Hildesheimer Dom die Alabaster-Figuren am Altar der Georgskapelle. Für den 1742 bis 1745 neugebauten Schnellen Graben in Hannover formte er einen Stein mit Kleeblattwappen. 1746 schuf er eines seiner Hauptwerke – das Epitaph für den Landdrosten Johann Georg von dem Bussche.
1747 wurde er nach Paris geschickt, „um sich (..) unter dem berühmten Bouchardon zu perfectionieren…“

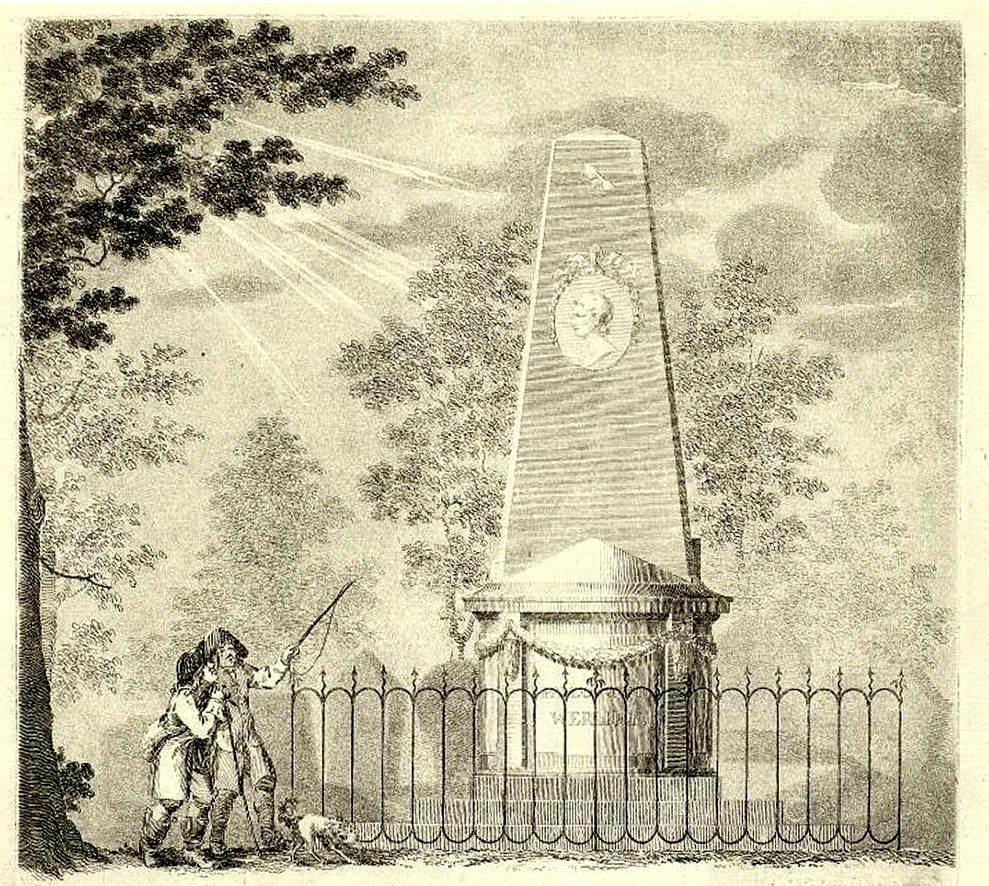
Von Johann Philipp Ganz entworfenes und von Ziesenis 1783 errichtetes „Monument“ für Paul Gottlieb Werlhof auf dem seinerzeitigen St. Nikolai-Kirchhof vor Hannover;
Kupferstich (Ausschnitt); Niedersächsische Staats- und Universitätsbibliothek Göttingen

In Hannover schuf Ziesenis 1758 nach dem Entwurf von Johann Paul Heumann die Kanzel der Kreuzkirche und 1759 den Altar den Neustädter Kirche.
Ziesenis hat in den folgenden Jahren fast nur für Kirchen gearbeitet. Das lag vermutlich daran, dass Hannover auf Grund der Personalunion mit England von London aus mit regiert wurde. So bekam Ziesenis, obwohl er um 1747 zum Hofbildhauer ernannt worden war, kaum einen Auftrag vom Hof. Insbesondere hat er Kanzelaltäre in und um Hannover geschaffen. In seinem letzten Lebensjahr 1787 schuf er einen Kanzelaltar, eine Balustrade und eine Taufe für die Liebfrauenkirche in Neustadt am Rübenberge. Das besondere daran ist für uns heute, dass von diesen Arbeiten noch eigenhändige Zeichnungen vorliegen.

## Weitere Werke
- 1735: Kanzelaltar in der St.-Petrikirche in Göttingen-Grone
- 1753: Skulptur Johannes der Täufer in der St. Lamberti-Kirche in Hildesheim, Figur von Johann Friedrich Blasius Ziesenis[6]
- 1756: Altar der Kirche in Helstorf
- ca. 1753: Kanzelaltar der Kirche in Gross-Goltern